# Wołoszynowski
Wołoszynowski (Junosza odmienna) – polski herb szlachecki z nobilitacji, odmiana herbu Junosza.

## Opis herbu
Opis zgodnie z klasycznymi regułami blazonowania:
W polu czerwonym baran srebrny, kroczący, nad którym gwiazda złota.
Klejnot nieznany.
Labry czerwone, podbite srebrem.

## Najwcześniejsze wzmianki
Herb taki został nadany 20 marca 1578 Machnio Wołoszynowskiemu. Jednakże Machnio został do herbu przypuszczony przez nieznanych szlachciców, nie wiadomo czy używali oni Junoszy czy też identycznego herbu.

## Herbowni
Wołoszynowski.